# クアラ・セランゴール
クアラ・セランゴール（マレー語: Kuala Selangor）は、マレーシアのセランゴール州にある都市である。

## 概要
町はそれほど大きくなく、徒歩で見て回ることが可能である。安い食品を売る直売店や数多くのファーストフードの系列店がある。クアラ・セランゴール自然公園やブキ・ムラワティ (Bukit Melawati) にも、徒歩で行くことができる。

## 歴史
クアラ・セランゴールは以前セランゴール州の州都であった。18世紀にマラッカに拠点を置いていたオランダは、ペラ州やセランゴール州の錫を支配するために、領土を拡張していき、町は1784年に征服された。この間オランダは丘の上にあった要塞を破壊し、ヨーロッパ様式の城を建てた。この要塞は、オランダ、セランゴール州のスルタン、そして後に英国と、様々な戦いが繰り広げられた。